# Tolima
Tolima est l'un des 32 départements de Colombie, situé dans la zone andine, dans le centre ouest du pays. Il est entouré au nord est par le département de Caldas, à l'ouest par le département de Cundinamarca, au sud par le département de Huila et à l'ouest par les départements de Cauca, Valle del Cauca, Quindío et Risaralda. Il est traversé par le Río Magdalena, du sud vers le nord.
Il couvre une superficie de 23 562 kilomètres carrés.
Sa capitale et principale ville est Ibagué. D'autres villes importantes sont Honda, Líbano, Espinal, Mariquita, Armero.

## Histoire

### Période précolombienne
Dans tout le territoire de ce département vivaient à l'époque précolombienne des indiens de tribus Pijaos ou d'autres tribus d'origine Caraïbe et Quimbaya. Les descendants de ces indiens habitent encore dans 70 petites réserves indigènes. Le nom du département viendrait du nom d'une princesse indigène Yolima, martyrisée par les colonisateurs espagnols. Selon d'autres hypothèses linguistiques, Tolima viendrait d'un mot pijao signifiant « enneigé ».

### Colonisation espagnole
La colonisation espagnole commence avec Sebastián de Belalcázar, qui part de la ville de Cali en 1537 pour rencontrer Gonzalo Jiménez de Quesada à Bogota. Sur la route, Belalcázar fonde une première base qui donnera origine à l'actuelle ville d'Ibagué. La fondation définitive de la ville d'Ibagué fut réalisée par le capitaine Andrés López de Galarza, qui jeta aussi les bases de la future ville de Cajamarca. Ces deux villes auront plus tard une place importante dans la région du café, appelée en espagnol « eje cafetero ».

### Époque moderne
Le territoire actuel du département de Tolima faisait partie au XIXe siècle de la province de Marquita. Cette province déclara son indépendance le 20 décembre 1814. En mars 1851, la capitale de cette province s'établit à Ibagué. Le 12 avril 1856 fut créé un premier territoire, qui changea de forme et de gouvernance en 1861. En 1886 et 1905 le département de Tolima changea encore de taille et de statut.
Au XIXe siècle, l'activité économique est en grande partie consacrée à la culture du tabac sous le régime de l'hacienda. Les méthodes de travail reposent principalement sur le travail forcé, hérité de la période coloniale.

## Municipalités et provinces
Le département de Tolima a regroupé ses municipalités au sein de provinces intérieures, afin de mieux administrer les ressources locales.
Les six provinces intérieures du département de Tolima sont : 
- Norte (Nord) ;
- Oriente (Est) ;
- Sur (Sud) ;
- Ibagué ;
- Suroriente (Sud-Est) ;
- Nevados.

| Ibagué | Nevados | Norte |
| ------ | ------- | ----- |
|        |         |       |

| Oriente | Sur | Suroriente |
| ------- | --- | ---------- |
|         |     |            |